# 中央研究院原子與分子科學研究所

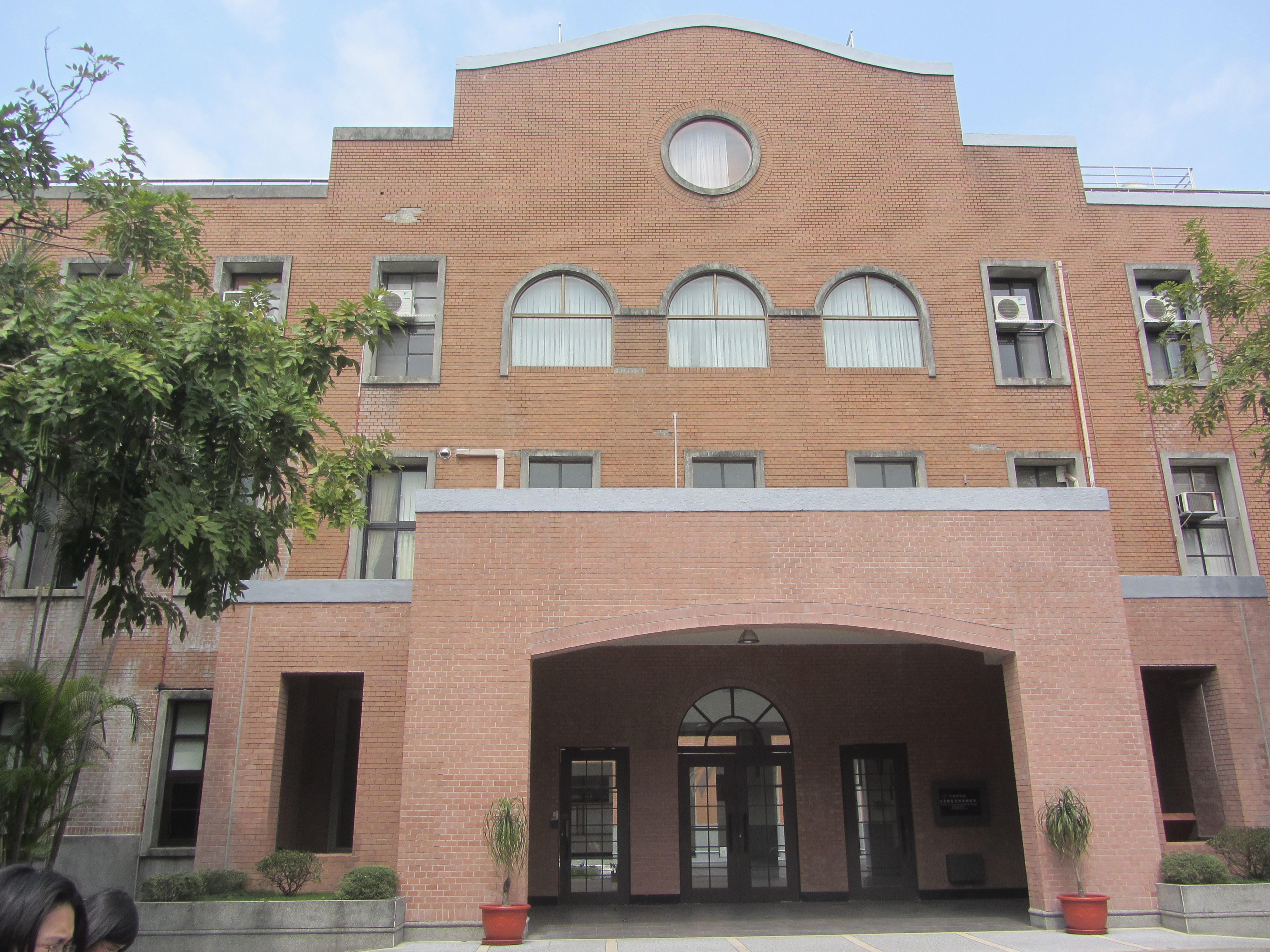
中央研究院原子與分子科學研究所

中央研究院原子與分子科學研究所（Institute of Atomic and Molecular Sciences, Academia Sinica，常簡稱為原分所），是中央研究院轄下的研究機構。該研究所現位於國立臺灣大學校總區內。

## 歷史
1982年7月，第15屆中央研究院院士會議舉辦期間，李遠哲等15人連署要求成立原子與分子科學研究所並獲得同意。同年12月原分所籌備處成立，由張昭鼎擔任首任籌備處主任。1995年4月改制為正式研究所。

## 歷任所長
| 任次       | 姓名       | 任期                   |
| 籌備處主任 | 籌備處主任 | 籌備處主任             |
| ---------- | ---------- | ---------------------- |
| 1          | 張昭鼎     | 1982年－1993年         |
| 2          | 林聖賢     | 1993年－1995年         |
| 所長       |            |                        |
| 1          | 林聖賢     | 1995年－2001年         |
| 2          | 劉國平     | 2001年－2004年         |
| 3          | 王玉麟     | 2004年－2010年         |
| 4          | 周美吟     | 2011年－2016年         |
| 5          | 陳貴賢     | 2016年－2017年代理所長 |
| 6          | 陳貴賢     | 2017年－2023年         |
| 7          | 魏金明     | 2023年－現任           |

## 研究領域
所內分為：（一）化學動態學與光譜組、（二）尖端材料與表面科學組、（三）生物物理與分析技術組，和（四）原子物理與光學組。

## 外部連結
- 中央研究院原子與分子科學研究所網站 （页面存档备份，存于）